# Angelphytum
Angelphytum là một chi thực vật có hoa trong họ Cúc (Asteraceae).

## Loài
Chi Angelphytum gồm các loài: